# Marc Fournier (Radsportler)
Marc Fournier (* 12. November 1994 in Alençon) ist ein ehemaliger französischer Radsportler, der auf Straße und Bahn aktiv war.

## Sportliche Laufbahn
2011 belegte Marc Fournier bei den Bahn-Europameisterschaften der Junioren gemeinsam mit Thomas Boudat, Marc Sarreau und Kévin Lesellier Rang drei in der Mannschaftsverfolgung, im Jahr darauf wurde er Dritter der französischen Meisterschaft im Straßenrennen der Junioren. 2013 wurde er französischer Meister (U23) im Punktefahren auf der Bahn.
2014 wurde Fournier zweifacher französischer Meister der Elite, im Punktefahren sowie mit Benoît Daeninck im Zweier-Mannschaftsfahren. Im Jahr darauf errang er den Titel des Europameisters (U23) in der Einerverfolgung, nachdem er zuvor beim Straßenrennen Triptyque des Monts et Châteaux eine Etappe gewonnen hatte. 2016 gewann er den Circuit Cycliste Sarthe.
Nach dem Ende der Straßensaison 2019 beendete Fournier seine aktive Radsportlaufbahn.

## Erfolge

### Straße
2016
- Gesamtwertung, Nachwuchswertung und eine Etappe Circuit Cycliste Sarthe

### Bahn
2011
- Junioren-Europameisterschaft – Mannschaftsverfolgung (mit Thomas Boudat, Kévin Lesellier und Marc Sarreau)

2013
- Französischer U23-Meister – Punktefahren

2014
- U23-Europameisterschaft – Zweier-Mannschaftsfahren (mit Thomas Boudat)
- Französischer U23-Meister – Punktefahren, Zweier-Mannschaftsfahren (mit Benoît Daeninck)

2015
- U23-Europameister – Einerverfolgung

2018
- Französischer Meister – Mannschaftsverfolgung (mit Corentin Ermenault, Adrien Garel und Jérémy Lecroq)

## Grand-Tour-Platzierungen
| Grand Tour            | 2017 |
| --------------------- | ---- |
| Giro d’ItaliaGiro     | –    |
| Tour de FranceTour    | –    |
| Vuelta a EspañaVuelta | DNF  |